# Leung Ka-yu
Pour les articles homonymes, voir Leung.
Dans ce nom, le nom de famille, Leung, précède le nom personnel.
Leung Ka-yu (né le 28 mai 1996) est un coureur cycliste hongkongais. Il participe à des compétitions sur route et sur piste.

## Palmarès sur route

### Par année
- 2011
  - 3e du championnat de Hong Kong sur route cadets
- 2013
  -  Champion de Hong Kong sur route juniors
- 2014
  -  Champion de Hong Kong du contre-la-montre juniors
- 2017
  -  Médaillé de bronze du championnat d'Asie du contre-la-montre par équipes
- 2019
  -  Médaillée de bronze du championnat d'Asie du contre-la-montre par équipes
  - 3e du championnat de Hong Kong du contre-la-montre
  - 3e du championnat de Hong Kong sur route

### Classements mondiaux
| Année         | 2015 | 2016 | 2017 | 2018 |
| ------------- | ---- | ---- | ---- | ---- |
| UCI Asia Tour | 389e |      | 210e | 202e |

## Palmarès sur piste

### Championnats du monde
- Hong Kong 2017
  - 16e de la poursuite par équipes[4]
  - 26e du kilomètre
- Pruszków 2019
  - 17e de la course aux points
  - 22e de l'omnium
  - Abandon au scratch

### Jeux asiatiques
- Jakarta 2018
  -  Médaillé d'argent de la poursuite par équipes

### Championnats d'Asie
- Jakarta 2019
  -  Médaillé de bronze du scratch
- Jincheon 2020
  -  Médaillé de bronze de la poursuite par équipes
- Nilai 2023
  -  Médaillé d'argent de l'américaine

### Jeux asiatiques
- Hangzhou 2022
  -  Médaillé d'argent de l'omnium

### Jeux asiatiques et d'arts martiaux en salle
- Achgabat 2017
  -  Médaillé d'argent de la poursuite par équipes[5].

### Championnats nationaux
- 2013
  -  Champion de Hong Kong du kilomètre juniors
  -  Champion de Hong Kong de poursuite juniors
  -  Champion de Hong Kong de l'omnium juniors
- 2014
  -  Champion de Hong Kong de poursuite par équipes (avec Leung Chun Wing, Wu Lok Chun et Cheung King Wai)
- 2015
  -  Champion de Hong Kong de poursuite par équipes (avec Leung Chun Wing, Maximilian Mitchelmore et Law Kwun Wa)
  -  Champion de Hong Kong de vitesse par équipes (avec Leung Chun Wing et Law Kwun Wa)
  - 2e du championnat de Hong Kong de vitesse
  - 3e du championnat de Hong Kong du scratch
- 2017
  -  Champion de Hong Kong du scratch
  - 3e du championnat de Hong Kong de l'omnium
- 2019
  -  Champion de Hong Kong de poursuite par équipes (avec Cheung King Lok, Mow Ching Ying et Leung Chun Wing)
  -  Champion de Hong Kong de l'américaine (avec Leung Chun Wing)
  -  Champion de Hong Kong d'omnium
  - 2e du championnat de Hong Kong de poursuite